# Abudefduf sordidus
Abudefduf sordidus es una especie de peces de la familia Pomacentridae en el orden de los Perciformes.

## Morfología
Los machos pueden llegar alcanzar los 23 cm de longitud total.

## Hábitat
Es un pez de mar.

## Distribución geográfica
Se encuentra desde el Mar Rojo y  África Oriental hasta las Hawái, Pitcairn, Japón y Australia.